# 2001
2001（二千一、二〇〇一、にせんいち）は、自然数また整数において、2000の次で2002の前の数である。

## 性質
- 2001は合成数であり、約数は 1, 3, 23, 29, 69, 87, 667, 2001 である。
  - 約数の和は2880。
- 303番目の楔数である。1つ前は1990、次は2006。
  - 楔数がハーシャッド数になる55番目の数である。1つ前は1905、次は2022。
- 401番目のハーシャッド数である。1つ前は2000、次は2004。
  - 3を基とする17番目のハーシャッド数である。1つ前は1200、次は2010。
  - 各位の和が三角数になる401番目の数である。1つ前は1999、次は2004。(オンライン整数列大辞典の数列 A187744)
- 各位の立方和が平方数になる98番目の数である。1つ前は1933、次は2002。(オンライン整数列大辞典の数列 A197039)
- 2001 = 13 + 103 + 103
  - 3つの正の数の立方数の和で表せる243番目の数である。1つ前は1978、次は2008。(オンライン整数列大辞典の数列 A003072)
  - 3つの正の数の立方数の和1通りで表せる230番目の数である。1つ前は1978、次は2017。(オンライン整数列大辞典の数列 A025395)

## その他 2001 に関連すること
- 西暦2001年 - 21世紀最初の年。
  - このことから 2001 は新時代を連想させる数としても使用される。
- 2001年宇宙の旅 - アーサー・C・クラークとスタンリー・キューブリックによるSF作品（小説・映画）。この作品の影響でも名称に 2001 あるいは 2001年 が使用されることがある。
  - 2001夜物語は、星野之宣によるSF漫画。タイトルは上記の作品と『千一夜物語』に由来。
  - 2001マーズ・オデッセイは、火星探査機。2001年に打ち上げられたが、名称は上記の作品に由来。